# Beluj
Beluj (bis 1927 slowakisch auch „Beluja“; ungarisch Béld – bis 1892 Beluja oder Belluja) ist eine Gemeinde in der Mitte der Slowakei mit 137 Einwohnern (Stand 31. Dezember 2024), die zum Okres Banská Štiavnica, einem Kreis des Banskobystrický kraj gehört.

## Geographie
Die Gemeinde befindet sich in den Schemnitzer Bergen unterhalb des 1009 m n.m. hohen Bergs Sitno in einem kleinen Kessel im Quellbereich des Belujský potok. Das Ortszentrum liegt auf einer Höhe von 407 m n.m. und ist 16 Kilometer von Banská Štiavnica entfernt.
Nachbargemeinden sind Ilija im Norden, Prenčov im Osten, Hontianske Nemce im Südosten, Sebechleby und Ladzany im Süden, Baďan im Westen und Počúvadlo im Nordwesten.

## Geschichte
Beluj wurde zum ersten Mal 1232 als Bolug schriftlich erwähnt und war zu dieser Zeit Gut des Geschlechts Hont-Pázmány. 1290 wurde eine Hälfte des nun Beel genannten Dorfes für ungefähr 300 Mark Silber an einen Schemnitzer Bürger verkauft. 1342 war Belw Teil des Herrschaftsgebiets der Burg Litava, 1388 Besitz des Geschlechts Szecsényi, und im 16. Jahrhundert gehörte es zum Gut der Burg Sitno. 1540 gab es eine Mühle und Kirche samt Friedhof. Gegen die Mitte des 16. Jahrhunderts wurde die Ortschaft durch angreifende Türken in Mitleidenschaft gezogen. 1715 hatte die Ortschaft eine Mühle und 61 Haushalte, 1828 zählte man 112 Häuser und 672 Einwohner, die als Holzfäller, Landwirte und Töpfer beschäftigt waren.
Bis 1918 gehörte der im Komitat Hont liegende Ort zum Königreich Ungarn und kam danach zur Tschechoslowakei beziehungsweise heute Slowakei. In der Tschechoslowakei war Beluj überwiegend landwirtschaftlich geprägt, nur ein kleiner Teil arbeitete in Industriebetrieben, wie z. B. in Banská Štiavnica.

## Bevölkerung
| Jahr                | 1994 | 2004     | 2014     | 2024     |
| ------------------- | ---- | -------- | -------- | -------- |
| Anzahl der Personen | 178  | 159      | 121      | 137      |
| Unterschied         |      | −10,67 % | −23,89 % | +13,22 % |

| Jahr                | 2023 | 2024    |
| ------------------- | ---- | ------- |
| Anzahl der Personen | 143  | 137     |
| Unterschied         |      | −4,19 % |

Gemäß der Volkszählung 2011 wohnten in Beluj 131 Einwohner, davon 111 Slowaken und ein Magyare. 19 Einwohner machten keine Angabe zur Ethnie.
64 Einwohner bekannten sich zur römisch-katholischen Kirche und 40 Einwohner zur Evangelischen Kirche A. B. Zwei Einwohner waren konfessionslos und bei 25 Einwohnern wurde die Konfession nicht ermittelt.

## Bauwerke und Denkmäler
- römisch-katholische Laurentiuskirche im Barockstil aus dem Jahr 1725, 1871 umgebaut
- evangelische Toleranzkirche im klassizistischen Stil aus dem Jahr 1785, um Anfang des 20. Jahrhunderts umgebaut